# Portobuffolé
Portobuffolé är en ort och kommun i provinsen Treviso i regionen Veneto i Italien. Kommunen hade 761 invånare (2018).